# Han har fört mig ifrån mörker och till ljus
Han har fört mig ifrån mörker och till ljus är en körsång från 1889 med text och musik av Thomas C Marshall.

## Publicerad i
- Frälsningsarméns sångbok 1929 som nr 110 i kördelen under rubriken "Jubel, strid och erfarenhet".
- Frälsningsarméns sångbok 1968 som nr 100 i kördelen under rubriken "Jubel, Strid Och Erfarenhet".
- Frälsningsarméns sångbok 1990 som nr 832 under rubriken "Glädje, vittnesbörd, tjänst".